# Heliotropium floridum
Heliotropium floridum là loài thực vật có hoa trong họ Mồ hôi. Loài này được Clos mô tả khoa học đầu tiên.